# Limba võro
Limba võro (võro kiil) este o limbă fino-ugrică similară cu limba estonă și vorbită ca limbă regională în sudul Estoniei. Võro are în jur de 70.000 de vorbitori, cele mai mare concentrații fiind găsite în comunele din sud-estul Estoniei, în județele Võru și Põlva: Karula, Harglõ, Urvastõ, Rõugõ, Kanepi, Põlva, Räpinä și Vahtsõliina. Vorbitori de võro se pot găsi și în Talin, Tartu și alte orașe principale a Estoniei.

## Fonologie și gramatică
Limba võro este o limbă aglutinantă, înrudită cu finlandeza și estona. Cu toate acestea, spre deosebire de estonă, limba võro are armonie vocalică. Tipologia lingvistică a limbii võro este subiect-verb-obiect (SVO).